# Vitoșa
Vitoșa este un masiv montan de origine vulcanică, situat în partea de sud-vest a Bulgariei, dominând orașul Sofia, al cărui simbol este. Altitudinea maximă (2.290 m) este atinsă în Cerni Vrah (în traducere Vârful Negru).

## Vitoșa în cultura populară
Muntele Vitoșa este menționat în romanul Căpitanul Conan (1934) al scriitorului francez Roger Vercel, distins cu premiul Goncourt. La poalele lui se termina aleea de călărie care pornea din Parcul Boris și era frecventată de ofițerii cavaleriști bulgari și francezi în anul următor încheierii Primului Război Mondial. Locotenentul Norbert, naratorul romanului, descrie astfel muntele Vitoșa: 
„un munte izolat în câmpie, un munte cu înfățișare încăpățânată, supărată, acoperit cu desișuri zburlite. Bătea dinspre el un vânt pe care-l înghețaseră zăpezile de pe vârf.”—Roger Vercel